# Dolichopoda geniculata
Dolichopoda geniculata is een rechtvleugelig insect uit de familie grottensprinkhanen (Rhaphidophoridae). De wetenschappelijke naam van deze soort is voor het eerst geldig gepubliceerd in 1860 door Costa.
1. ↑  (en) Dolichopoda geniculata op de IUCN Red List of Threatened Species.